# The Venture Bros.
A The Venture Bros. 2003-ban bemutatott, felnőtteknek szóló amerikai animációs sorozat. A sorozat Jackson Publick és Doc Hammer, akik az írói feladatokat is ellátják Ben Edlunddal, míg Publick rendezőként is közreműködik. A történet a Venture testvérpárosról, Hankről és Deanről, valamint az ő családjukról szól, akik nem mindennapi kalandokban vesznek részt. A szinkronhangok közt megtalálható Hammer mellett Christopher McCulloch, Michael Sinterniklaas, James Urbaniak és Patrick Warburton.
A sorozat bevezető részét az Amerikai Egyesült Államokban az Adult Swim mutatta be 2003. február 6-án, majd 2004. augusztus 7-én tűzték műsorra az az alapján berendelt sorozatot. Magyarországon egyelőre nem került bemutatásra.

## Cselekménye
A műsor a Cartoon Network Jonny Quest című sorozatának paródiája. A történet a Venture család, azon belül is a két testvér, Hank és Dean kalandjait mutatja be. A történet során rengeteg kalandba kerülnek és sok gonosztevővel küzdenek meg, többek közt ősellenségükkel, Monarch-hal, aki pillangójelmezben próbált ártani nekik.

## Szereplők
| Szereplő                        | Eredeti hang                                                |
| ------------------------------- | ----------------------------------------------------------- |
| Henry Allen "Hank" Venture      | Christopher McCulloch                                       |
| Dean Venture                    | Michael Sinterniklaas                                       |
| Dr. Thaddeus S. "Rusty" Venture | James Urbaniak                                              |
| Brock Samson                    | Patrick Warburton                                           |
| Sergeant Hatred                 | Brendon Small (2. évad), Christopher McCulloch (3. évadtól) |
| Dermott Fictel-Venture          | Doc Hammer                                                  |

## Epizódok
| Évad | Évad          | Epizódok      | Eredeti vetítés        | Eredeti vetítés        |
| Évad | Évad          | Epizódok      | Évadpremier            | Évadfinálé             |
| ---- | ------------- | ------------- | ---------------------- | ---------------------- |
|      | Bevezető rész | Bevezető rész | 2003. február 16.      | 2003. február 16.      |
|      | 1             | 13            | 2004. augusztus 7.     | 2004. október 30.      |
|      | 2             | 13            | 2006. június 25.       | 2006. október 15.      |
|      | 3             | 13            | 2008. június 1.        | 2008. augusztus 24.    |
|      | 4             | 16            | 2009. október 18.      | 2010. november 21.     |
|      | 5             | 8             | 2013. június 2.        | 2013. július 21.       |
|      | 6             | 8             | 2016. január 31.       | 2016. március 20.      |
|      | 7             | 10            | 2018. augusztus 5.     | 2018. október 7.       |
|      | Különkiadások | Különkiadások | 2004, 2011, 2012, 2015 | 2004, 2011, 2012, 2015 |